# 우도 (네우스트리아 변경백)
네우스트리아의 우도(Udo of Neustria) 혹은 랑가우의 우도(Udo of Lahngau, 830년? - 879년?)는 프랑크 왕국의 귀족으로 9세기 초 동프랑크의 유력자였다. 루트비히 2세의 인척이기도 했다. 동프랑크 왕국의 카롤링거 왕조가 단절된 뒤 왕위를 계승한 콘라두스 1세, 오토 1세의 사위인 콘라트 적왕의 선조였다. 동프랑크의 왕 아르눌프의 처삼촌뻘이 된다.

## 생애
랑가우(Lahngau)의 백작 게버하르트(Gebhard, Count of Lahngau)의 아들이다. 그의 가계는 확실하지 않으며 아버지 게버하르트는 일설에는 카를 2세의 장인인 오를레앙의 오도 1세의 아들이라는 설도 있다. 네우스트리아의 베렝가르 1세는 그의 동생이었다. 동생 베렝가르의 딸 오타는 동프랑크의 국왕인 황제 아르눌프의 황후가 된다.
861년 우도는 동생 베렝가르와 왈도 대주교(Waldo the Abbot)와 함께 카를만의 영지에서 반란을 일으켰다가 독일인 루트비히에게 진압되었다. 바로 그는 서프랑크로 건나가 아델라이드와 대머리왕 카를에게 의탁하였고 네우스트리아 후작 루페르트에게 보내졌다. 이후 로베르 4세와 함께 브리튼으로 진격하여 바이킹족과 상대로 전투를 벌여 승전하기도 했다.
876년 독일인 루트비히가 죽자 카를만에 의해 특별히 용서받아 귀국하고 후작 작위를 돌려받았다.
그의 아들 콘라트 1세는 튀링겐의 공작이며 콘라디안 왕조의 시조가 되었고, 콘라두스 1세의 아버지가 되었다. 다른 아들 루돌프는 왈츠부르크의 주교가 되었다.

## 같이 보기
- 콘라디안 왕조
- 카를만
- 독일인 루트비히
- 콘라두스 1세
- 콘라트 적왕
- 오타
- 황제 아르눌프
- 루트비히 4세

## 참고 자료
- Guillotel, Hubert. "Une autre marche de Neustrie." in Christian Settipani and Katharine S. B. Keats-Rohan, Onomastique et Parenté dans l'Occident médiéval. 2000.